# Route nationale 493
Die N493 war von 1933 bis 1973 eine französische Nationalstraße, die zwischen der N7 bei Varennes-sur-Allier und Pont-du-Château verlief. Ihre Gesamtlänge betrug 64 Kilometer. 1950 übernahm die N106 durch eine Trassenveränderung den 6-Kilometer-Abschnitt zwischen Creuzier-le-Neuf und Cusset. Der Abschnitt zwischen Pont-du-Château und Maringues stammt von der Gc28 des Départements Puy-de-Dôme, zwischen Maringues und der Départementgrenze von der Gc 23 (Puy-de-Dôme) und der Abschnitt ab der Départementgrenze bis zur N9A von der Gc10 (Département Allier).